# Smithornis sharpei
Smithornis sharpei е вид птица от семейство Eurylaimidae.

## Разпространение
Видът е разпространен в Габон, Екваториална Гвинея, Камерун, Демократична република Конго, Република Конго, Нигерия и Централноафриканската република.